# 니로역
니로역(일본어: 二郎駅, たおじえき)은 일본 효고현 고베시 기타구에 있는 고베 전철 산다 선의 역이다. 역 번호는 KB24이다. 해발 176m이다.

## 역사
- 1928년 12월 18일: 고베 아리마 전기철도의 산다 선 개통과 동시에 영업 개시.
- 1947년 1월 9일: 고베 아리마 전기철도와 미키 전기철도가 회사 합병하여 신아리미키 전기철도의 역이 됨.
- 1979년 4월 1일: 독음 표기를 "にろ"에서 "にろう"로 변경.

## 역 구조
단선 승강장 1면 1선의 구조로 지평역이다. 역사는 산다 방향 승강장 쪽에 있다.

## 역 주변
역 주변에는 전원 풍경이 펼쳐지면서도 신메이신 고속도로의 건설에서 역 북쪽에 신메이신 고속도로의 고가 도로가 동서로 관통하고 있다.
- 호쿠신텐엔 스포츠 공원
- 아지사이 스타디움 기타코베
- 효고 지방 도로 15호 고베산다 선
- 고베 분기점(주고쿠 자동차도와 산요 자동차도의 분기점)

## 인접역
| 고베 전철 산다 선         | 고베 전철 산다 선                                 | 고베 전철 산다 선             |
| ------------------------- | ------------------------------------------------- | ----------------------------- |
| KB23 다오지 신카이치 방면 | ■ 특쾌속(신카이치 행만 운행) ■ 급행 ■ 준급 ■ 보통 | 도조미나미구치 KB25 산다 방면 |